# Ramoché
Le Temple de Ramoché (tibétain : ར་མོ་ཆེ་དགོན་པ་ ; wylie : Ra-mo-che Dgon-pa, l=ràmotɕe kø̃̀pa ; chinois : 小昭寺 ; pinyin : Xiǎozhāosì) est considéré, après le temple de Jokhang, comme le temple le plus sacré de Lhassa.

## Histoire
Le Temple de Ramoché fut construit par le roi Songtsen Gampo au VIIe siècle. Il fut, avec le Jokhang, l'un des premiers temples construits à Lhassa au VIIe siècle ; il est vénéré au Tibet car il abrite une statue du Jowo, représentant le jeune Bouddha. Le Temple de Ramoché abritait initialement le Jowo Sakyamuni, apporté par la princesse chinoise Wencheng, qui se trouve actuellement au Jokhang. Il abrite à présent le Jowo Mikyö Dorjé (nom tibétain du Bouddha Akshobya) . Le Jowo Mikyö Dorjé fut apporté par la princesse népalaise Bhrikuti, et fut initialement abrité au  Jokhang.

## Destruction et restauration
Le temple a été vidé et partiellement détruit dans les années 1960 et la statue de bronze a disparu. En 1983, la partie basse de cette statue a été trouvée dans une remise de déchets à Lhassa et la moitié haute à Pékin. Le Jowo Mikyö Dorjé a été disloquée et expédiée en Chine[Passage problématique] durant la révolution culturelle. Ribur Rinpoché, un lama qui s'était donné pour mission de récupérer un grand nombre de trésors spirituels tibétains emportés en Chine[Passage problématique], put récupérer la partie supérieure de la célèbre statue lors de son séjour en Chine[Passage problématique] fin 1982-début 1983. Il en informa le 10e Panchèn Lama, résidant alors à Pékin. Après la restauration du Jowo Mikyoe Dorjee, la statue regagna le temple de Ramoché en 1985. Les deux moitiès ont été rassemblées et la statue se trouve dans le Temple de Ramoche, qui fut partiellement restauré en 1986, et était toujours sévèrement endommagé en 1993.
Depuis la restauration majeure de 1986, le bâtiment principal du temple a maintenant trois étages. Le premier étage comprend un atrium, un hall d'écriture, et un palais pour le Bouddha. Le deuxième étage est principalement résidentiel mais possède une chapelle avec une image du Bouddha représenté en Roi des Nâgas. Le troisième étage a abrité la chambre à coucher et la chapelle qui étaient réservées aux dalaï-lamas.
La Suisse a contribué financièrement pour une part importante à la restauration d'une partie du temple de Ramoche au début des années 2000.

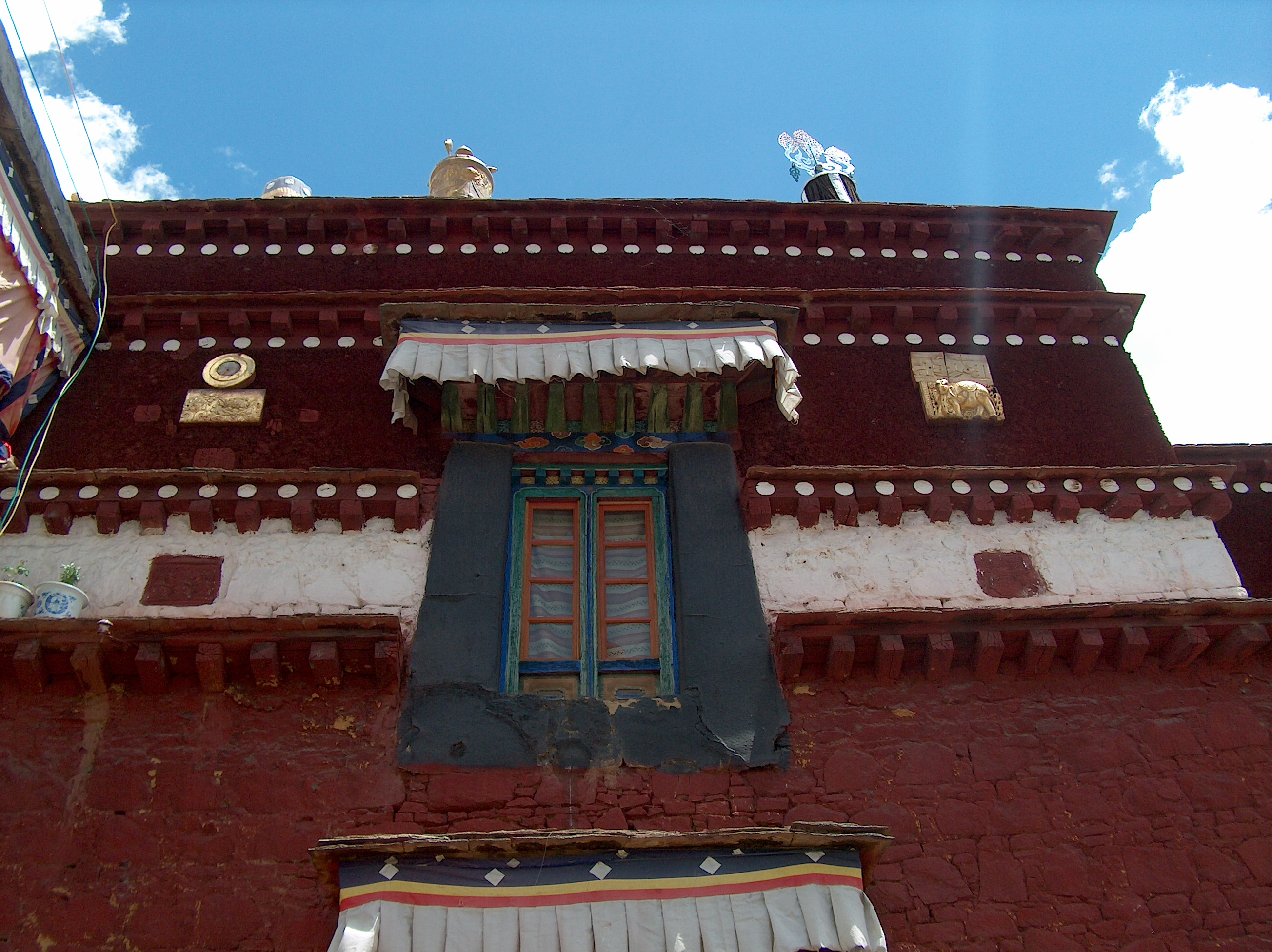
Fenêtre du temple
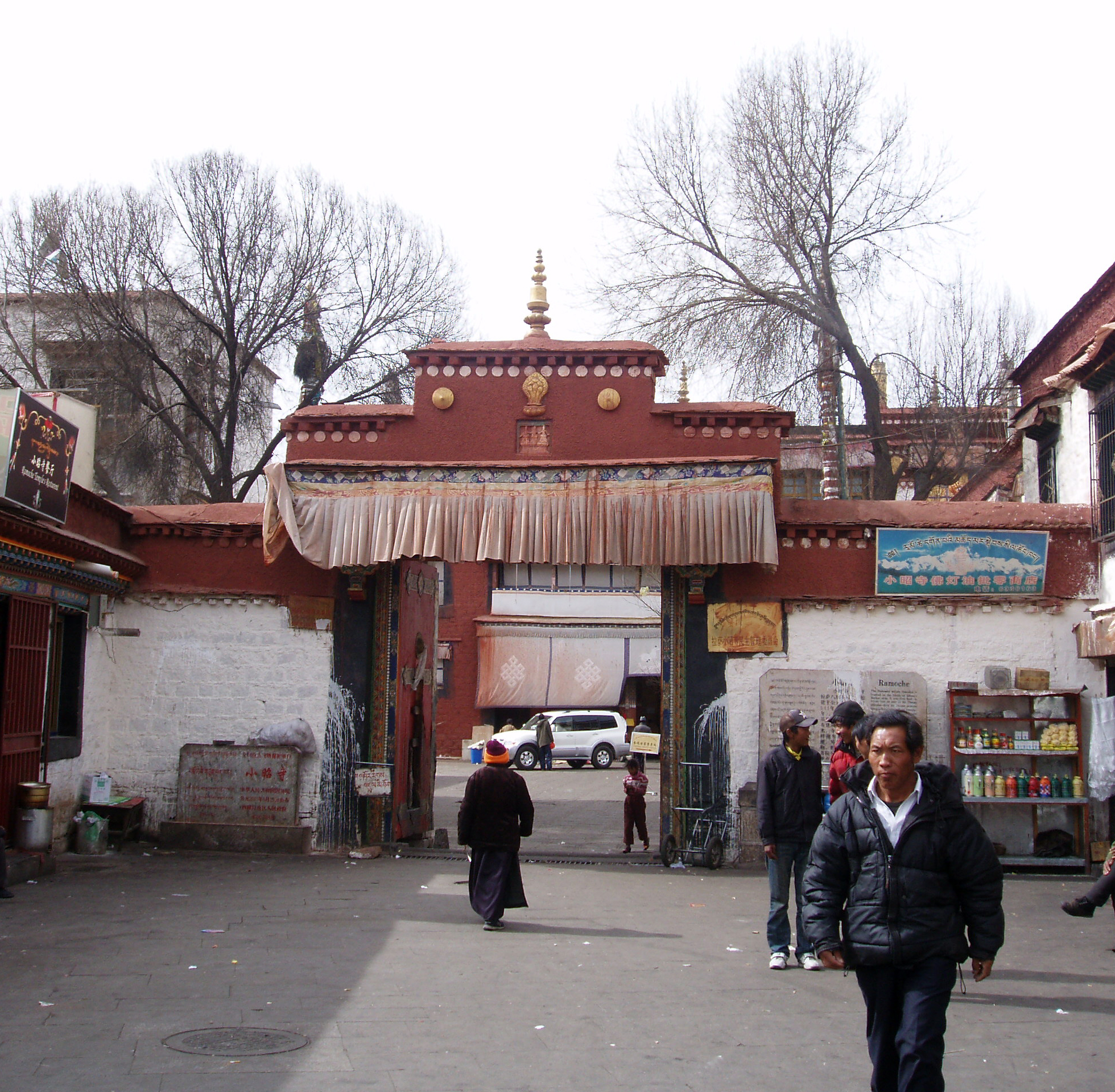
Porte menant au Temple de Ramoché, à Lhassa
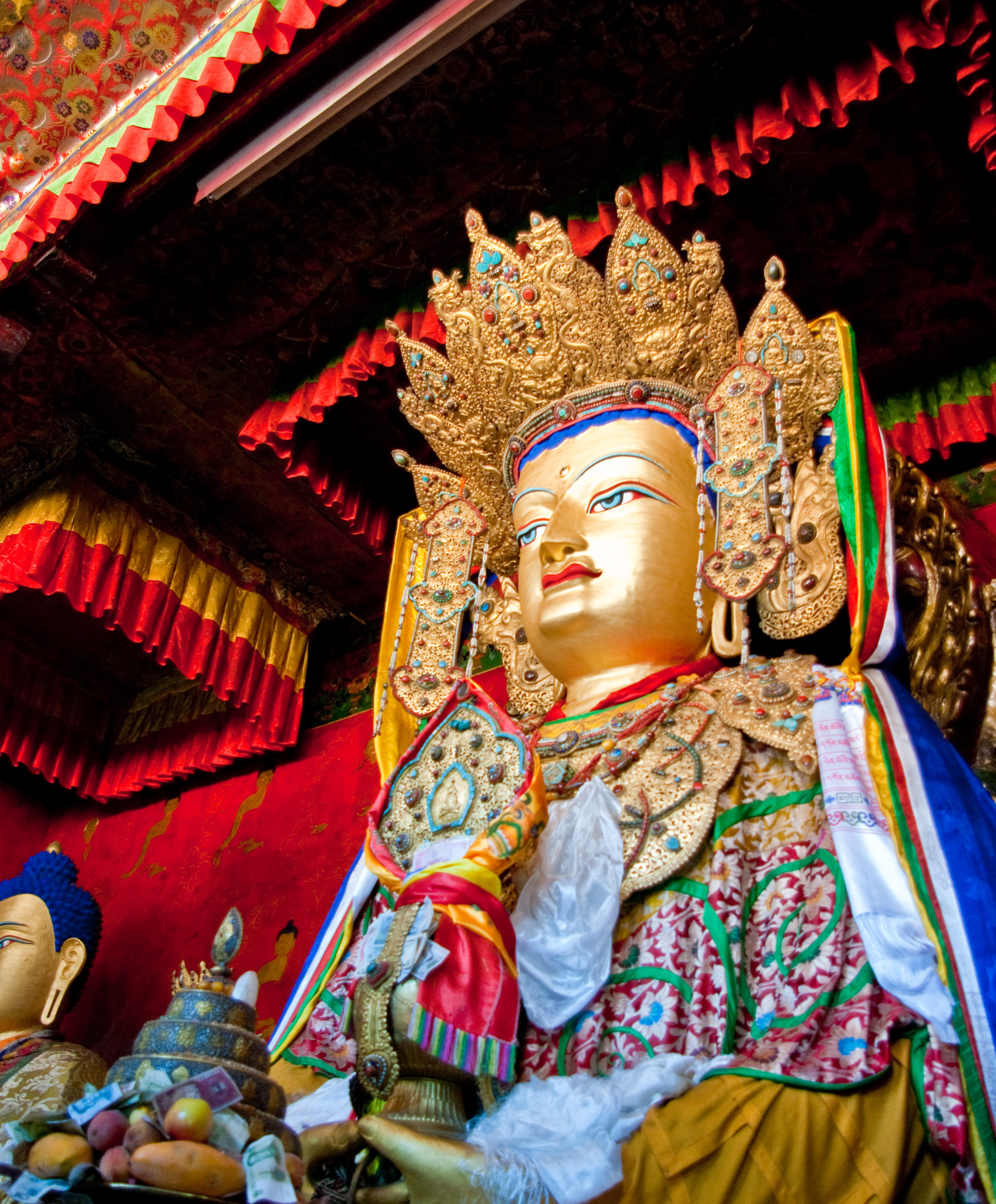
Le Jowo Mikyoe Dorjé du Ramoché
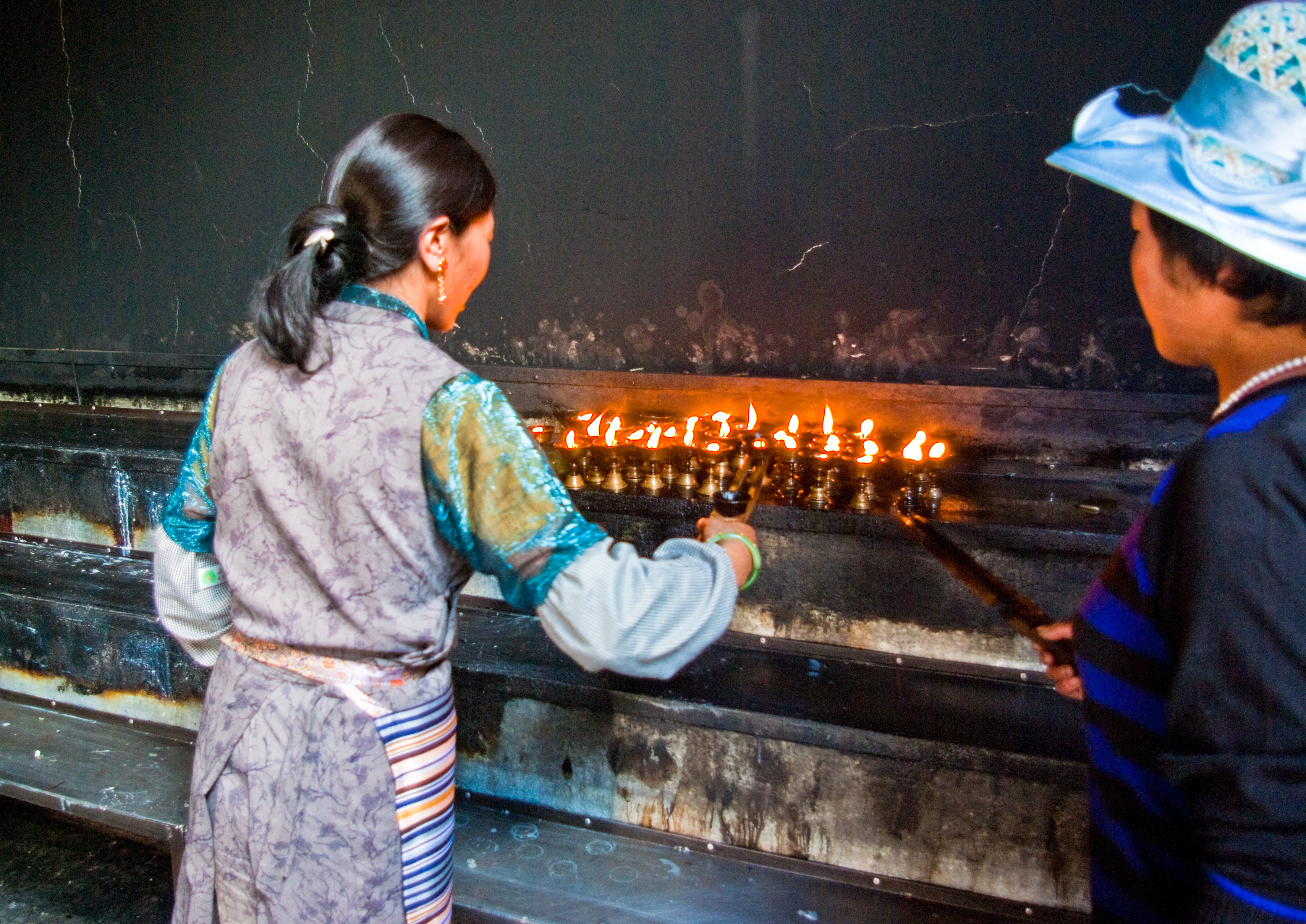
Fidèle allumant des cierges
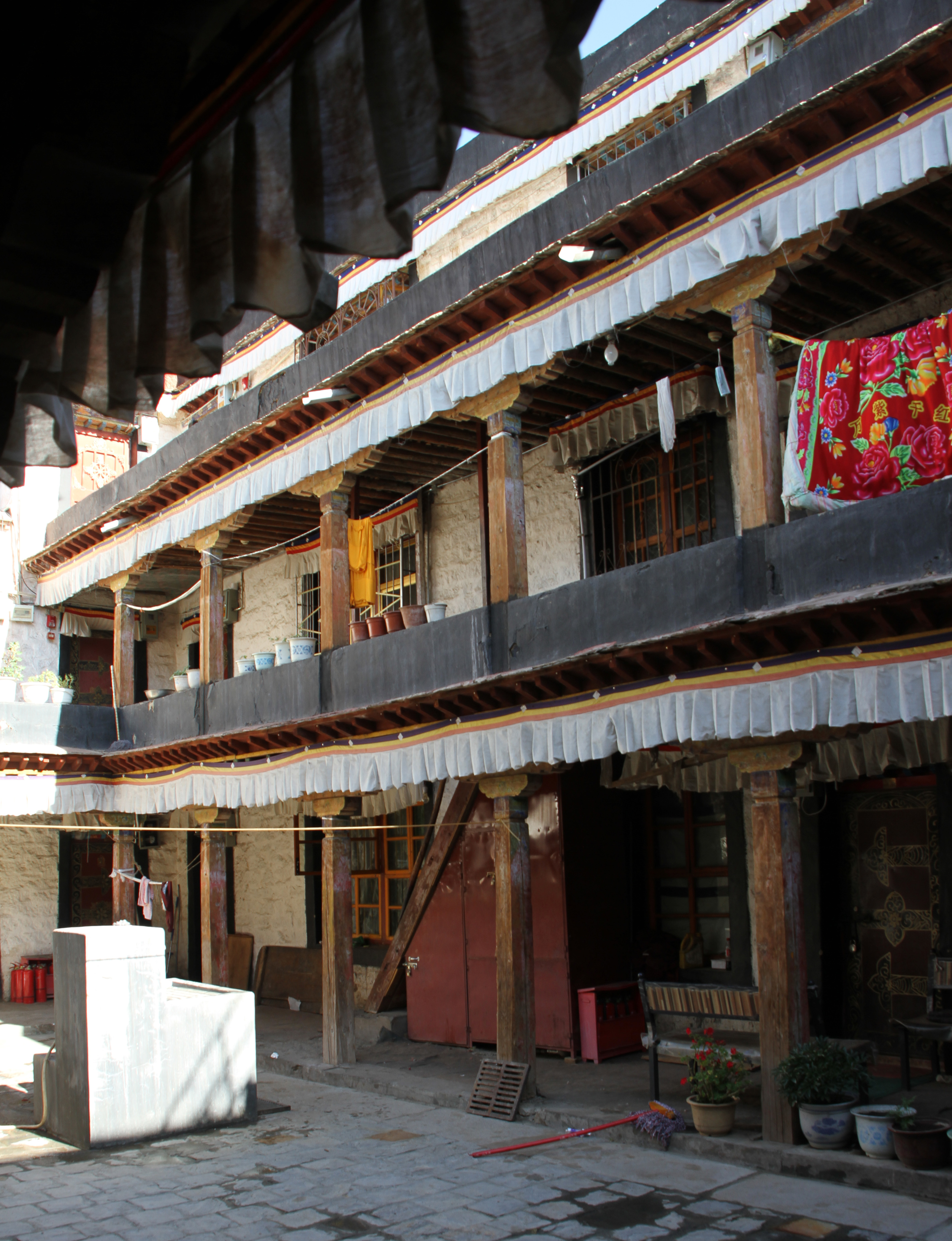
Cour d'un bâtiment du temple